# Dance with Me Tonight
«Dance with Me Tonight» es una canción del cantante y compositor británico Olly Murs, incluida en su segundo álbum de estudio In Case You Didn't Know, de 2011. El intérprete la compuso con ayuda de Claude Kelly y Steve Robson, mientras que este último la produjo junto al equipo Future Cut. Fue publicada oficialmente como sencillo bajo el sello Epic el 18 de noviembre de 2011 a través de un EP publicado en iTunes.
En general, contó con una recepción favorable por parte de los críticos musicales y moderada comercialmente. Algunos especialistas elogiaron su ritmo fresco y su estilo doo wop, inclusive Jason Henne de Sick New Music Artist dijo que «es difícil que no te guste». Por otra parte, alcanzó la primera posición en el Reino Unido, la segunda en Irlanda y la séptima en las radios de Hungría.
Para su promoción, Murs estrenó un videoclip dirigido por Marcus Lundin el 14 de octubre de 2011 en YouTube. Asimismo, la presentó en vivo en repetidas ocasiones, como en The X Factor, MTV Live Sessions y  The Late Late Toy Show.

## Composición
«Dance With Me Tonight» es una canción que mezcla los géneros pop, dance pop, R&B contemporáneo y neo soul, aunque también posee influencias del funk de los años 60. Cuenta además con una duración de tres minutos con veintitrés segundos totales.  Murs la compuso con ayuda de Claude Kelly y Steve Robson, mientras que este último la produjo junto al equipo Future Cut. En una entrevista con Capital FM tras el anuncio del lanzamiento del sencillo, dijo que es muy diferente a «Please Don't Let Me Go» y que tiene «un sentimiento fresco de la vieja escuela, pero también es actual». Después, el 4 de septiembre de 2011, antes de interpretarla en vivo para la estación de radio suiza DRS 3, el cantante explicó que:

«Estoy enfermo de Twitter y Facebook, ya sabes, quiero conocer a una chica en un club o un bar. Todo el tiempo conozco mujeres que son como "solo agrégame en Facebook, o tuiteame", así que es como ¿por qué no podemos tener una cita adecuada como solíamos hacer antes de los años 2000, ir por una bebida apropiada y llegar a conocerla? [...] Así que fui al estudio y solo me dije "ok, quiero escribir una canción realmente vieja, una canción clásica sobre ver a la chica ideal en un club y que sea como, ya sabes, que tenga una cita conmigo y que baile conmigo esta noche"».

De acuerdo con la partitura publicada por Alfred Publishing Co., Inc. en el sitio web Musicnotes, la canción tiene un tempo allegro de 160 pulsaciones por minuto y está escrita en la tonalidad de re mayor. Al Fox de BBC comentó que la pista tiene «tendencias doo wop». El crítico Jason Henne de Sick New Music Artist dijo que «con un gran sonido Motown», Murs quiso hacer que el tema recordara los tiempos donde los hombres preguntaban a las chicas su edad y donde podían pasar una buena noche e incluso, posiblemente, salir a bailar.

## Recepción
«Dance With Me Tonight» contó en general con comentarios positivos por parte de los críticos musicales. El escritor Darren James de la revista Hit The Floor le otorgó cinco puntos de cinco y describió el sencillo como «un buen número con estilo doo wop de los años 50 que no dudará en llegar al tope de las listas». Robert Copsey de Digital Spy le dio tres estrellas de cinco y dijo que cuenta con un encanto fresco y un bajo que conmociona. Jason Henne de Sick New Music Artist escribió que «es realmente difícil que no te guste». Al Fox de BBC comentó que «Dance With Me Tonight» da una visión más precisa de lo que se podría esperar de In Case You Didn't Know. Adam Parrott de The Gig Review declaró que «Dance With Me Tonight» posee un «maravilloso sentimiento reggae», mientras que The Big Issue que «es alegre», aunque recalcó que el título se lee molesto.
Por otra parte, contó con una recepción favorable comercialmente en los países donde entró, al menos en la mayoría de los casos. En el Reino Unido, alcanzó el primer lugar del UK Singles Chart durante la semana del 17 de diciembre de 2011, tras dos semanas de haber debutado. Con esto, Murs anotó su segundo número uno en el año y tercero en general. En Irlanda tras siete semanas alcanzó la segunda posición, solo superado por «Cannonball» de Little Mix. En las estaciones de radio de Hungría alcanzó el séptimo puesto, mientras que en las de Eslovaquia el treinta y ocho. En Austria solo llegó al lugar sesenta y cinco. En cuanto listas anuales, solo figuró en la del Reino Unido, donde ubicó las posiciones cincuenta y cuatro en 2011 y cincuenta y siete en 2012.

## Promoción

### Vídeo musical
El vídeo musical de «Dance With Me Tonight» estuvo dirigido por Marcus Lundin y estrenó oficialmente el 14 de octubre de 2011 en el canal de VEVO de Olly Murs en el sitio YouTube. Este comienza con el intérprete llegando a un departamento policial escoltado por dos oficiales. Allí, le guiñe a una de las chicas que está en espera y luego le realizan un fichaje a ambos. El escenario cambia a cinco horas antes donde el cantante comienza a recorrer la ciudad pasando por distintas tiendas y recogiendo a varios de sus amigos, los cuales lleva en su auto. Estos son para realizar una presentación frente a la casa de la chica que a Murs le gusta.
El baile que realizó vino acompañado de una serie de fuegos artificiales, los cuales alertaron a una de las vecinas de la chica y provocó que esta llamase a la policía. Al final, Murs, todos sus compañeros y la chica terminan arrestados. En total, el videoclip cuenta con una duración de tres minutos con veintisiete segundos. El sitio Promo News escribió que «es otro vídeo muy visible, brillante y alegre de Olly, con una narrativa bien ejecutada dirigida por Marcus Lundin».

### Presentaciones en directo
Olly Murs interpretó «Dance With Me Tonight» por primera vez el 27 de noviembre de 2011 en The X Factor. Luego, el 18 de noviembre, la cantó en el programa MTV Live Sessions junto a otras canciones de In Case You Didn't Know. Aunque, las presentaciones no fueron visibles sino hasta el 26 de ese mes. El 22, también de noviembre, presentó una versión acústica para la estación de radio BBC Radio 1. También la interpretó en The Late Late Toy Show. El 28 de septiembre de 2012, cantó «Dance With Me Tonight» junto a «Heart Skips a Beat» para el programa matutino estadounidense Good Morning America. El 26 de mayo de 2013, Murs participó en el Radio 1's Big Weekend organizado por BBC en Derry, Reino Unido, que contó con la asistencia de 40 000 personas. Allí, abrió su presentación con «Army of Two», seguida de «Dance With Me Tonight» y «Oh My Goodness». Luego siguió con «Dear Darlin'» y un popurrí que mezclaba versiones de «Should I Stay Or Should I Go» y «Town Called Malice». Finalmente, cerró con «Right Place Right Time», «Heart Skips a Beat» y «Troublemaker».

## Formato y remezclas
- Descarga digital

| «Dance With Me Tonight» — EP |                                                |          |  |
| N.º                          | Título                                         | Duración |  |
| 1.                           | «Dance With Me Tonight»                        | 3:23     |  |
| 2.                           | «Dance With Me Tonight» (Cagedbaby Radio Edit) | 3:53     |  |
| 3.                           | «Dance With Me Tonight» (Billionaire Remix)    | 5:13     |  |
| 4.                           | «Baby Blue Eyes»                               | 3:36     |  |

## Posicionamiento en listas

### Semanales
| Austria     | Ö3 Austria Top 40      | 65 |
| Escocia     | Scottish Singles Chart | 1  |
| Eslovaquia  | Radio Top 100 Chart    | 38 |
| Hungría     | Rádiós Top 40          | 7  |
| Irlanda     | Irish Singles Chart    | 2  |
| Reino Unido | UK Singles Chart       | 1  |

### Sucesión en listas
| Predecesor: «Wishing on a Star» de The X Factor 2011 Finalist | Scottish Singles Chart — Sencillo número uno 17 de diciembre de 2011 — 24 de diciembre de 2011 | Sucesor: «Cannonball» de Little Mix |
| Predecesor: «Wishing on a Star» de The X Factor 2011 Finalist | UK Singles Chart — Sencillo número uno 17 de diciembre de 2011 — 24 de diciembre de 2011       | Sucesor: «Cannonball» de Little Mix |

### Certificaciones
| País        | Organismo certificador | Certificación | Unidades certificadas | Ref.   |
| ----------- | ---------------------- | ------------- | --------------------- | ------ |
| Reino Unido | BPI                    | 2× Platino    | 1 200 000             | [ 30 ] |

### Anuales
| País        | Lista            | Posición |      |      |      |      |      |
| 2011        | 2011             | 2011     | 2011 | 2011 | 2011 | 2011 | 2011 |
| ----------- | ---------------- | -------- | ---- | ---- | ---- | ---- | ---- |
| Reino Unido | UK Singles Chart | 54       |      |      |      |      |      |
| 2012        |                  |          |      |      |      |      |      |
| Reino Unido | UK Singles Chart | 57       |      |      |      |      |      |